# هالستاک
هالستاک (به انگلیسی: Halstock) یک روستا و محله مدنی در بریتانیا است که در West Dorset واقع شده‌است. هالستاک ۵۴۶ نفر جمعیت دارد.